# Głęboka (Strzelin)
Pour les articles homonymes, voir Głęboka.
Głęboka est une localité polonaise de la gmina et du powiat de Strzelin en voïvodie de Basse-Silésie.